# 祁润兴
祁润兴（1959年12月—），男，山西省大同市天镇人，北京师范大学珠海分校副教授。曾先后于青海师范大学和内蒙古大学任教，2004年中国人民大学哲学博士毕业后，于北京师范大学珠海分校任副教授。
自2004年赴北京师范大学珠海分校任教至今，祁润兴一直是北京师范大学珠海分校最受学生欢迎的教师之一。他也在2009年入选评师网广东省最受欢迎十大教授榜。

## 简历
- 1982年─1986年 北京师范大学修读哲学学士
- 1986年 加入中国共产党
- 1986年─1992年 青海师范大学任教
- 1992年─1995年 中国人民大学修读哲学硕士，主修中国哲学
- 1995年─2001年 内蒙古大学哲学系任教
- 2001年─2004年 中国人民大学修读哲学博士，导师为张立文教授
- 2004年至今 北京师范大学珠海分校任教

## 教授课程
祁润兴在北京师范大学珠海分校主要教授中国近现代史纲要等公共政治课程，也开设宗教学引论的选修课程，其开设的宗教学引论课程，更是北京师范大学珠海分校的最受学生欢迎的选修课程之一。

## 教学风格
祁润兴在教学中经常利用多媒体等方法使其教授内容更加生动易懂，并在课堂上积极引发学生对当下现实的思考，语言犀利，课堂信息量大。